# Tanaorhinus imperialis
Tanaorhinus imperialis là một loài bướm đêm trong họ Geometridae.